# Crédin
Crédin (bret. Kerzhin) – miejscowość i gmina we Francji, w regionie Bretania, w departamencie Morbihan.
Według danych na rok 1990 gminę zamieszkiwało 1375 osób, a gęstość zaludnienia wynosiła 41 osób/km² (wśród 1269 gmin Bretanii Crédin plasuje się na 457. miejscu pod względem liczby ludności, natomiast pod względem powierzchni na miejscu 218.).